# 交野市立第四中学校
交野市立第四中学校（かたのしりつ だいよん ちゅうがっこう）は、大阪府交野市天野が原町五丁目にある公立中学校。略称は「四中」、「交野四中」。

## 概要
従来の交野市立第一中学校および交野市立第三中学校の校区を分離・再編して、1983年に新設開校した。大阪府の中学校としては珍しく給食を実施（学校給食センター方式）している。

## 沿革
- 1983年4月1日 - 交野市天野が原町5丁目1525番地（現在地・当時の住所表示）に開校。
- 1984年1月 - 校章制定。
- 1984年4月 - 校旗制定。
- 1984年7月 - 校歌制定。
- 1998年4月 - 大阪府教育委員会から、同和教育の研究校に指定される。
- 2000年4月 - 大阪府社会福祉協議会から、ボランティア活動普及事業協力校に指定される。

## 校内事件
- 令和5年7月から11月にかけて勤務校で使用する授業支援アプリを私物のスマートフォンにインストールした上で、3年生の生徒複数名との間で、繰り返し私的なメッセージのやりとりや写真等の送信を行った。
- また、そのやり取りの中で、同僚教員を誹謗中傷する、生徒に不適切な言動等を行うなどしたほか、性的画像等の送信や無断撮影した生徒の写真を別の生徒に送るなど行った。

事件概要(外部サイト)

## 通学区域
- 交野市立岩船小学校・交野市立藤が尾小学校・交野市立私市小学校の通学区域。

交野市 大字森、森南1丁目-3丁目、森北1丁目・2丁目、大字寺、寺1丁目-4丁目、寺南野、大字傍示、天野が原町1丁目-5丁目、藤が尾1丁目-6丁目、星田北1丁目-6丁目、星田北8丁目・9丁目、私部西5丁目（一部）、大字私市、私市1丁目-9丁目、私市山手1丁目-5丁目。

## 交通
- 片町線 河内磐船駅 西へ約800m。
- 京阪交野線 河内森駅 北西へ約1km。
- おりひめバス（交野市コミュニティバス）天野が原バス停下車すぐ。